# Секретный агент (фильм, 2017)
«Секретный агент» (англ. Unlocked) — британский боевик режиссёра Майкла Эптеда. Премьера фильма в США состоялась 5 мая 2017 года, в России — 27 апреля.

## Сюжет
Лондон, Великобритания. Главная героиня — агент ЦРУ Элис Рэйсин (Нуми Рапас) находится под прикрытием в Лондоне и отказывается возвращаться на службу, так как год назад по её вине погибло множество людей в теракте на мосту в Париже. После приёма в центре социальной поддержки Элис прогуливается со своей подругой — агентом МИ-6 Эмили Ноульс.
Тем временем араб по имени Латиф отправляется к имаму в мечеть в Лондоне. Там имам сообщает Латифу некую информацию, которую тот должен доставить опасному террористу Мерсеру. На улице парня похищают.
Штаб-квартира ЦРУ, Лэнгли. Директор Боб Хантер созывает совещание, на котором говорит о произошедшем событии: скончался сотрудник ЦРУ, который должен был допросить курьера Латифа, который был отправлен к террористу Мерсеру. Мерсер принял ислам и готовится устроить биологическую атаку на Лондон. Хантер решает вернуть на службу агента Элис Рэйсин, так как она уже несколько раз проводила допросы на арабском языке и имеет в этом опыт.
Тем временем из аэропорта Домодедово Мерсер выносит штамм опасного вируса.
Элис встречает в ресторане своего бывшего наставника — Эрика Лэска. Он показывает ей устройство по прослушке звонков и обещает вернуть его ей, только если героиня согласится вернуться на службу. В трамвае она встречает сотрудника ЦРУ Фрэнка Сатора. Он даёт ей код, и Элис направляется в секретный штаб ЦРУ в Лондоне, где её ждёт Латиф. Героиня с лёгкостью проводит допрос и узнаёт, что Латиф должен получить СМС от Мерсера и передать секретную информацию. Ей звонит Сатор, и Элис вскоре раскрывает его. В зал допроса врываются приспешники Сатора и убивают парня, а Элис чудом удаётся выжить.
Тем временем в лаборатории Мерсера учёные проверяют вирус на лабораторных крысах.
Агент Рэйсин прячется в доме у Эрика. Когда Лэск приходит, она рассказывает ему, что её обманули, и теперь террористы получили секретную информацию относительно биологической атаки. В этот момент врываются наёмники Сатора и ранят Эрика. Эрик отвлекает внимание террористов и погибает, а Элис уходит. Однако перед смертью Эрик успел сообщить адрес одного дома. Элис направляется туда и встречает вора по имени Джек Элкотт. Героиня щадит его, и они знакомятся. Джек является бывшим морпехом, который служил в Ираке. В этот момент снова появляются люди Сатора и обезвреживают Элис электрошокером. Подоспевший на помощь Джек спасает героиню и перебивает террористов. С этого момента вор становится помощником Элис.
С помощью своего знакомого араба по имени Амджад Элис удаётся вычислить местопребывание имама — ресторан. Вместе с Джеком они направляются в ресторан, но перед этим Элис звонит Эмили и сообщает, чтобы та выследила телефон Латифа. В ресторане она встречается с хозяином заведения и просит его, чтобы тот позвонил на телефон Латифа. Эмили удаётся вычислить, где состоится встреча курьера с Мерсером — у причала. Элис вместе с Джеком едут в лифте. В ходе их разговора Элис разоблачает Элкотта — под маской вора скрывался приспешник Мерсера. В этот момент в лифт заходит хозяин с двумя ротвейлерами. Джек пытается убить Элис, но она срывает намордник одного из ротвейлеров, и тот нападает на Элкотта. Джек отвлекается, а Элис удаётся убежать на стоянку. Джек убивает собаку и берёт героиню на прицел снайперской винтовки. В этот момент появляется хозяин со второй собакой и натравливает её на злодея. Ротвейлер раздирает Джека на части.
Элис прибывает на встречу с Мерсером. Фургон с агентами МИ-6 и Эмили расстреливает неизвестный снайпер, однако Эмили спасает бронежилет. Посланник Мерсера прибывает на катере, убивает Амджада и уплывает. Он передаёт своему боссу, что нужно немедленно устроить биологическую атаку.
Атака должна состоятся на стадионе Уэмбли в Лондоне. Террористы устанавливают таймер. Элис пробирается к ним в комнату, где находится пульт управления. Среди террористов она обнаруживает Эрика. Эрик говорит ей, что собирается устроить биологическую атаку для того, чтобы правительство поняло, как опасно применять биологическое оружие. Он бросает гранату в сторону Элис, но она прыгает в лестничный проём. Эрик готовится скинуть её, но Элис сама скидывает Эрика с большой высоты и останавливает на последних секундах таймер. Биологическая атака прекращена, но Мерсер скрылся. Боб Хантер посылает Элис на новое задание.
Прага, Чехия. Мерсер идёт по улице, когда неизвестный (Элис Рэйсин) незаметно наносит ранение ножом. Мерсер истекает кровью. Элис скрывается с места преступления и садится в машину к Бобу Хантеру.

## В ролях
- Нуми Рапас — Элис Рэйсин
- Орландо Блум — Джек Элкотт[3]
- Майкл Дуглас — Эрик Лэск[3]
- Джон Малкович — Боб Хантер[4]
- Тони Коллетт — Эмили Ноульс[4]
- Брайан Каспе — Ромли
- Джессика Бун — ассистент Ромли
- Макрам Хури — имам Язид Халил
- Акшай Кумар — Салим
- Мэттью Марш — Сатор
- Тосин Коул — Амджад
- Майкл Эпп — Мерсер
- Филип Броуди — Уилсон

## Съёмки
Основные съёмки начались 3 ноября 2014 года и закончились 17 января 2015.